# Gunnar Carlquist
Nils Vilhelm Gunnar Carlquist, född 3 februari 1889 i Knästorp i Skåne, död 19 november 1963 i Lunds Allhelgonaförsamling, var en svensk historiker och biblioteksman.

## Biografi
Efter studentexamen 1906 studerade Carlquist vid Lunds universitet. Han promoverades till filosofie doktor i Lund 1921. Från 1909 var han anställd vid Lunds universitetsbibliotek, där han var överbibliotekarie och chef 1939–1955. 
Carlquist  var historiker och disputerade 1920 på en avhandling om Carl Fredrik Scheffer och Sveriges politiska förbindelser med Danmark 1752–1765. Framför allt är han känd som personhistoriker och fick 1937 i uppdrag att ge ut ett nytt herdaminne för Lunds stift. Detta började utkomma 1943 och han utgav nio omfångsrika volymer, där prästerskapet i hela Malmöhus län från reformationen och in till senaste tid biograferades. Efter hans död fortsattes herdaminnesarbetet sedermera av andra, som till stor del kunde falla tillbaka på hans förarbeten. Det blev färdigt först 2006, då den femtonde delen (på grund av ett dubbelband numrerad som nr 14) utkom. Tillhopa omfattar "Carlquists herdaminne" nära 9 000 sidor, varav Carlquist själv hann publicera 4 600. Det innehåller utförliga biografier över cirka 6 000 präster och detaljerade personuppgifter om mer än  100 000 familjemedlemmar. År 1953 blev han teologie hedersdoktor, som erkänsla för sitt kyrkohistoriska arbete. Han var huvudredaktör för Svensk uppslagsbok 1929–1937 och 1944–1955, där han författade cirka 1 600 artiklar i första upplagan och 600 i den andra, signerade G. Cqt. Han tillhörde redaktionen för Svenskt biografiskt lexikon från 1938.
Carlquist blev ledamot av Kungliga Samfundet för utgivande av handskrifter rörande Skandinaviens historia 1920, av Vetenskapssocieteten i Lund 1925, av Humanistiska vetenskapssamfundet i Lund 1941 och Vitterhetsakademien 1956. 
Carlquist var son till kamreren vid Svenska Sockerfabriks AB:s kontor i Lund Otto Carlquist och Lotten Zickerman. Tillsammans med sin hustru Maria (Mim) Schwenn (1885–1968) fick han fem barn: Ann-Marie (1913–2012, gift Esbo), Tora (1915-2012, gift Lindeberg), Sven (1917–1982, stadsombudsman i Ystad), Ellen (f1921-2008, gift Stibolt) och Lisbeth (1923–1995, gift Arvidsson). Makarna Carlquist är begravda på Norra kyrkogården i Lund.